# اولف آندرسون
اولف آندرسون (متولد ۲۷ ژوئن ۱۹۵۱) بازیکن پیشرو شطرنج سوئدی است. فیده در سال ۱۹۷۰ او رااستادبزرگ شطرنج و در سال ۱۹۷۲ او را به عنوان استاد بزرگ بین‌المللی دانست.

## حرفه
در زمان اوج، آندرسون به رتبه چهارم در فهرست رتبه‌بندی فیده رسید. تورنمنت‌هایی که او در آن برنده شده شامل مسابقات قهرمانی شطرنج سوئد ۱۹۶۹، ژتونبورگ ۱۹۷۱، دورتموند ۱۹۷۳، Camagüez 1974، سیینفوئگوس ۱۹۷۵، بلگراد ۱۹۷۷، بوینس آیرس ۱۹۷۸، هاستینگز ۱۹۷۸–۷۹، فیلیپس و درو ۱۹۸۰، ژوهانسبورگ ۱۹۸۱، فیلیپس و درو ۱۹۸۲، تورین ۱۹۸۲، وایک آنزای ۱۹۸۳، رجیو امیلیا ۱۹۸۵، رم ۱۹۸۵ و رم ۱۹۸۶ است.
او تیم المپیک شطرنج سوئد را در طول دهه‌های ۱۹۷۰ و ۱۹۸۰ رهبری کرد و بهترین نتیجه را در رقابت‌های دومین المپیاد شطرنج در بوینس آیرس (سال ۱۹۷۸) به دست آورد.

## سبک بازی
آندرسون یک بازیکن بسیار محکم است.

## بازی نامه
در سال‌های اخیر، او شروع به بازی شطرنج مکاتبه کرده‌است و به سرعت تبدیل به یک استاد بزرگ در این شکل شطرنج نیز هست. در سال ۲۰۰۲ او به رتبه‌بندی لیست شطرنج مکاتبه رسید (Kaufeld & Kern 2011: 11). بازی‌های مکاتبات او تمایل زیادی به تاکتیک دارد، که به شدت با شیوه بازی او در حالت عادی متفاوت است.

## نمونه بازی
بازی زیر نمونه بازی آناتولی کارپف در مقابل آندرسون در سال ۱۹۴۸ است
1.e4 c5 2.Nf3 e6 3.d4 cxd4 4.Nxd4 Nc6 5.Nb5 d6 6.c4 Nf6 7.N1c3 a6 8.Na3 Be7 9.Be2 0-0 10.0-0 b6 11.Be3 Bb7 12.Rc1 Re8 13.Qb3 Nd7 14.Rfd1 Rc8 15.Rd2 Qc7 16.Qd1 Qb8 17.f3 Ba8 18.Qf1 Nce5 19.Nab1 Nf6 20.Kh1 h6 21.Rdd1 Bf8 22.Nd2 Rcd8 23.Qf2 Ned7 24.a3 d5 25.cxd5 exd5 26.exd5 Bd6 27.Nf1 Rxe3 28.Nxe3 Bxh2 29.Nf1 Bf4 30.Rc2 b5 31.Bd3 Nb6 32.Be4 Nc4 33.a4 Re8 34.axb5 axb5 35.Re2 Be5 36.Qc5 Nd6 37.Na2 Ndxe4 38.fxe4 Bd6 39.Qc2 Re5 40.g3 Qe8 41.Rde1 Bb7 42.Kg1 Nh7 43.Nc1 Ng5 44.Nd2 Bb4 45.Kf2 Bxd2 46.Rxd2 Nxe4+ 47.Rxe4 Rxe4 48.Ne2 Bc8 49.Nc3 Re1 50.Ne2 Ra1 51.Rd4 Qd8 52.Qc6 Bd7 53.Qd6 Qe8 54.Qf4 Qc8 55.b4 Bh3 56.Qe4 Bf5 57.Qe3 Qc2 58.g4 Bd7 59.Qe4 Qb3 60.Qd3 Qb2 61.Qe4 Ra8 62.Qe3 Ra2 63.d6 Ra8 64.Re4 Bc6 65.Qd4 Qb1 66.Re7 Qh1 67.Qf4 Qg2+ 68.Ke1 Ra1+ 69.Kd2 Qd5+ 70.Qd4 Ra2+ 71.Kc3 Qf3+ 72.Re3 Ra3+ 73.Kd2 Ra2+ 74.Ke1 Qh1+ 75.Kf2 Qg2+ 76.Ke1 Qh1+ 77.Kf2 Ra1 78.Rc3 Qg2+ 79.Ke3 Qf3+ 0–1